# To the Wonder
To the Wonder é um filme norte-americano de 2012 escrito e dirigido por Terrence Malick e estrelado por Ben Affleck, Olga Kurylenko, Rachel McAdams e Javier Bardem.

## Sinopse
O filme conta a história de Neil e Marina, que conheceram-se na França e mudaram-se para Oklahoma para começarem uma vida juntos, mas é onde os problemas começam. Marina conhece um padre em exílio que está lutando com sua vocação, enquanto Neil renova sua relação com um antigo amor, Jane.

## Elenco
- Ben Affleck como Neil
- Olga Kurylenko como Marina
- Rachel McAdams como Jane
- Javier Bardem como Padre Quintana
- Tatiana Chiline como Tatiana
- Charles Baker como Charles
- Romina Mondello como Anna

## Produção
O filme foi anunciado em fevereiro de 2010, com Christian Bale no papel principal. Bale acabou saindo e sendo substituído por Ben Affleck.
Quando a produção começou o filme ainda não tinha um título, sendo chamado pela equipe como Project D. As filmagens começaram em setembro de 2010 e ocorreram principalmente em Bartlesville e Pawhuska, Oklahoma. Outras filmagens foram realizadas no início de 2011 em Bartlesville, Paris e Monte Saint-Michel, França. Malick e a equipe adotaram uma abordagem experimental, com os atores trabalhando sem um roteiro e com apenas luz natural. Emmanuel Lubezki, diretor de fotografia, descreveu To the Wonder como "abstrato" e menos ligado a convenções cinematográficas e mais dramático do que as obras anteriores de Malick.
Na edição, todas as cenas contendo as interpretações de Jessica Chastain, Rachel Weisz, Amanda Peet, Barry Pepper e Michael Sheen foram cortadas.

## Lançamento
To the Wonder foi exibido ao público pela primeira vez em 2 de setembro de 2012 como parte da seleção oficial do Festival de Veneza. Ele também foi exibido no Festival Internacional de Cinema de Toronto de 2012. O filme estreou nos cinemas dos Estados Unidos em 12 de abril de 2013, distribuído pela Magnolia Pictures.